# Drague (outil de pêche)
Pour les articles homonymes, voir Drague.

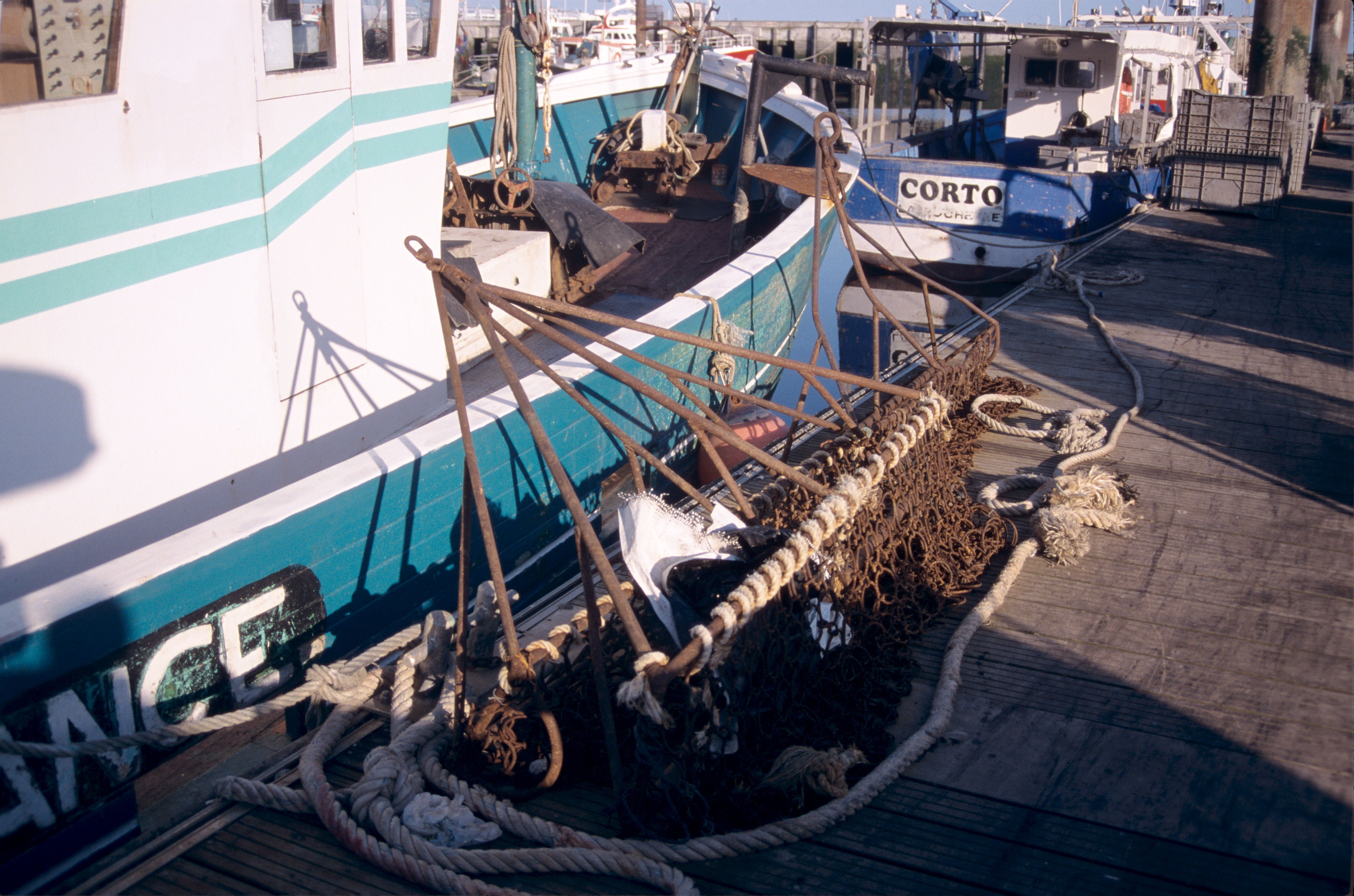
Une drague de pêche à quai.

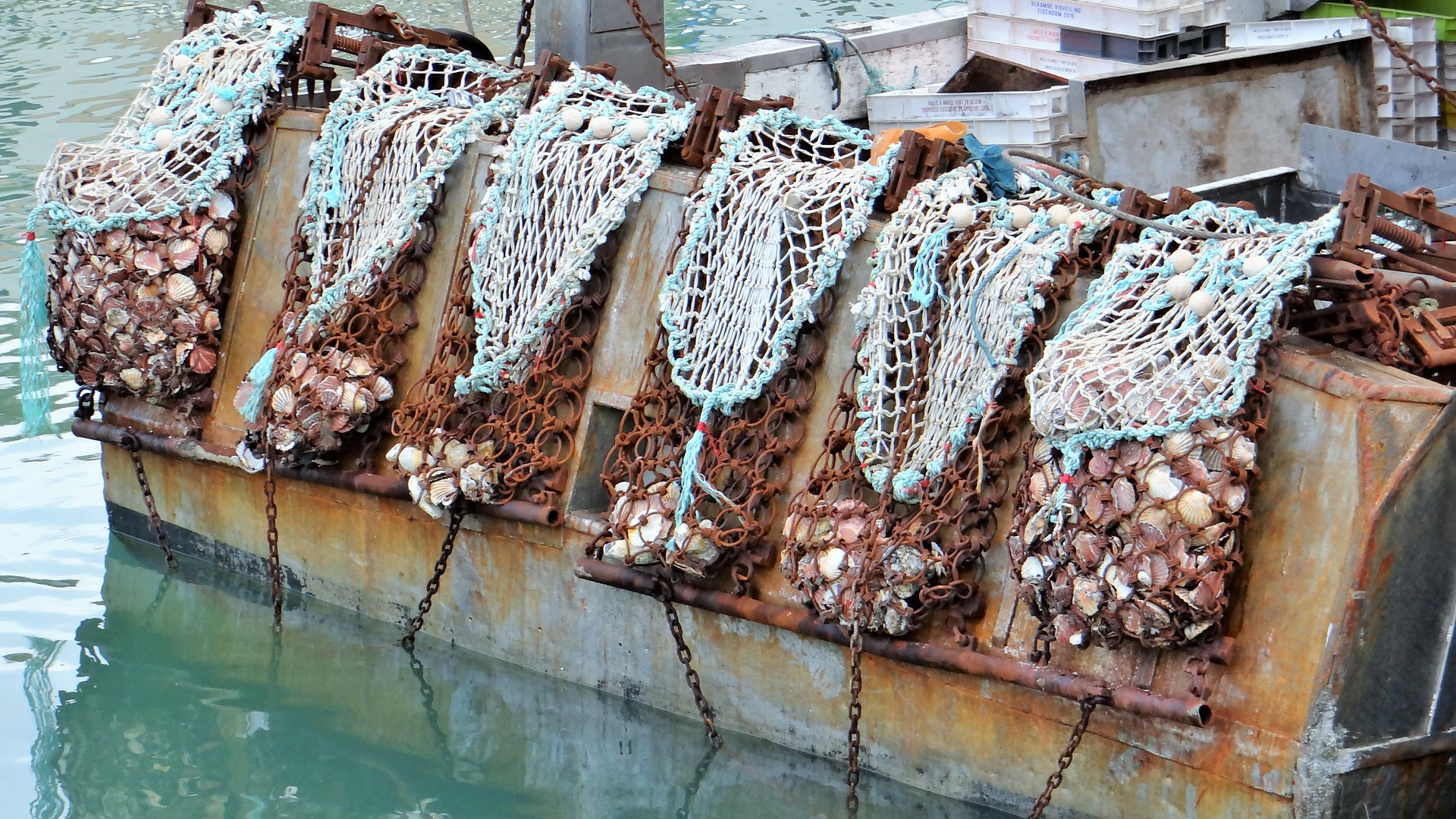
Dragues grillagées sur un coquillier, Port-en-Bessin-Huppain.

La drague est un outil à armature métallique, un engin de pêche utilisé sur un fond marin pour capturer des animaux, y compris ceux qui sont enfouis à faible profondeur, par une action de râteau. Elle est essentiellement employée pour la pêche des coquillages (moules, huîtres, coquilles Saint-Jacques…) et des poissons fouisseurs comme le lançon.
La saint-jacques est pêchée à l'aide de coquilliers équipés de dragues grillagées dont l'ouverture est fixée par le périmètre du cadre de l'armature. Elles sont cependant assez dangereuses à utiliser en raison de ce poids et de la résistance qu'elles offrent en présence d'obstacles. Les plus récentes sont munies de ressorts.
La drague est soulevée au palan puis vidée dans un bassin.
L'usage de la drague est réglementé et limité aux gisements naturels de coquillages.